# Венгеров, Всеволод Семёнович
Все́волод Семёнович Венге́ров (26 августа 1887 года, Петербург — 17 ноября 1938 года, Каркаралинск, Карагандинская область) — участник революционного движения, общественный деятель, адвокат.

## Биография
Родился в семье профессора русской словесности Петербургского университета Семёна Афанасьевича и Раисы Александровны Венгеровых. Братья: Алексей и Сергей. Сёстры: Софья, Людмила, Евгения (Флеер-Венгерова Евгения Семёновна, 1895—1942 — библиотекарь). Окончил в 1905 году Царскосельскую Николаевскую гимназию с золотой медалью. Учился в Петербургском университете, сначала на естественном, затем на юридическом факультете, входил в социал-демократическую группу (1905).
В 1905 и 1907 годах подвергался арестам за принадлежность к РСДРП и антиправительственную пропаганду среди крестьян, отбывал тюремное заключение. Был женат на Анне Петровне Кузьминой, от этого брака родилась дочь Нина (1909-† не известно). В 1911 году был арестован за участие в студенческом движении, выслан в административном порядке в ссылку, которую отбывал в Вологде до 23 февраля 1913 года. 23 апреля 1911 года был освобождён из тюрьмы и водворён на жительство в Вологде.
Проживал в это время на Зосимовской улице в д. 38. В Вологде исполнял обязанности письмоводителя у присяжных поверенных Б. В. Троицкого и А. М. Виноградова. 23 ноября 1911 года принимал участие в неразрешённом собрании на квартире присяжного поверенного Б. В. Троицкого, за что подвергался двухнедельному аресту при полиции по постановлению Вологодского губернатора от 23 августа 1911 года. С 28 апреля 1912 года Вологодский губернатор разрешил Венгерову отпуск на неделю для сдачи государственного экзамена по государственному праву в Санкт-Петербургском университете. 6 мая 1912 года Венгеров вернулся в Вологду, но экзамена не сдавал. Остановился в доме Дес-Фонтейнес на Московской улице. 14 февраля 1913 года согласно предписанию Вологодского губернатора его должны были отправить этапом в Усть-Сысольск, но 22 февраля он был освобождён из губернской тюрьмы, где находился под арестом. 23 февраля на основании 1 и 3 пунктов Высочайшего указа Правительствующего Сената от 21 февраля 1913 года Вологодский губернатор принял решение освободить от надзора полиции административно-ссыльного в Вологде В. С. Венгерова. По агентурным сведениям Венгеров являлся наиболее активным по своей революционной деятельности лицом среди вологодских ссыльных, состоял членом правления тайной кассы взаимопомощи ссыльных, заведовал делами указанной кассы и был инициатором не воплощённой в реальность идеи по доставке в Вологду нелегальной литературы для распространения среди вологжан. Общался с политссыльными в Вологде: с В. В. Воровским, Ф. Г. Чучиным, С. В. Малышевым, Б. С. Пересом, Б. О. Богдановым, В. И. Саронтом.
1 марта 1913 года Венгеров вместе с семьёй покинул Вологду и возвратился в Петербург. По возвращении из ссылки в 1913 году сдал государственные экзамены и получил диплом 1-й степени по юридическому факультету. 14 декабря 1913 года поступил помощником присяжного поверенного к О. О. Грузенбергу. После возвращения из ссылки работал юрисконсультом в «Правде», профсоюзах, сотрудничал с журналами «Вопросы страхования», «Современник» и др. В 1914 году призван на военную службу и вследствие болезни сердца назначен на нестроевую службу в канцелярию 1-го пехотного полка, где служил до февральской революции.
В 1917—1919 годах — меньшевик. После Февральской революции — член исполкома Петроградского Совета рабочих и солдатских депутатов, депутат I Всероссийского съезда Советов, член ЦИК Советов 1-го созыва. Являлся членом Предпарламента. В 1918 году — заведующий бюро учёта научных, литературных и общественных сил при Наркомпросе Союза коммун Северной области и заведующий домом-музеем «Память борцов за свободу», затем — на преподавательской и хозяйственной работе. Участник боёв на Южном фронте в 1920 году. С 1923 — на хозяйственной работе.
Неоднократно подвергался репрессиям, ссылался в Нижний Новгород (1923—1925), Коканд (1931—1933), Каркаралинск, Карагандинской области (1937—1938).
После ареста в мае 1937 года был сослан в Казахстан, где 17 ноября 1938 года был расстрелян по постановлению особой тройки при УНКВД по Карагандинской области от 28.10.1938. Проживал: Карагандинская обл., Каркаралинский р-н, Каркаралинск. Арестован 17 июля 1938 года УНКВД по Карагандинской обл. Приговорен: УНКВД по Карагандинской обл. 28 октября 1938 г., обв.: 58-1, 58-11 УК РСФСР. Приговор: высшая мера наказания. Реабилитирован 21 апреля 1958 года трибуналом Туркестанского ВО: за отсутствием состава преступления.

## Публикации
- Венгеров В. С. Библиографический указатель произведений В. Г. Короленко и литературы о нём. //Жизнь и творчество В. Г. Короленко: Сборник статей и речей к 65-му юбилею. Петроград, 1919. — С. 98—140.
- Венгеров В. С. Нижегородская ярмарка и участие на ней нижегородских торгово-промышленных организаций — 1926.